# Poecilominettia biprojecta
Poecilominettia biprojecta är en tvåvingeart som beskrevs av Elcy Cruikshank Broadhead 1989. Poecilominettia biprojecta ingår i släktet Poecilominettia och familjen lövflugor.
Artens utbredningsområde är Panama. Inga underarter finns listade i Catalogue of Life.